# Diritti LGBT nel Principato di Monaco
Le persone LGBT all'interno del Principato di Monaco sono parzialmente tutelate.

## Legge sull'attività sessuale tra persone dello stesso sesso
L'omosessualità all'interno del paese è legale. Le sanzioni penali per atti omosessuali furono eliminate nel 1793 a causa dell'adozione delle leggi francesi e, immediatamente, l'età fu parificata a quella per i rapporti eterosessuali.

## Riconoscimento delle relazioni tra persone dello stesso sesso
Monaco riconosce le unioni civili tra persone dello stesso sesso dal 27 giugno 2020. Non riconosce i matrimoni tra persone dello stesso sesso.

## Adozione e pianificazione familiare
Le coppie omosessuali non hanno il diritto di adottare bambini.

## Protezioni contro la discriminazione
Dal 2005 è vietata la discriminazioni in diversi settori (compreso l'incitamento all'odio) nei confronti delle persone LGBT.

## Tabella riassuntiva
| Depenalizzazione dell'omosessualità                                                                           | (dal 1793)              |
| Uguale età del consenso rispetto agli eterosessuali                                                           | (dal 1793)              |
| Divieto di discriminazione nel posto di lavoro                                                                | No                      |
| Divieto di discriminazione nella fornitura di beni e servizi                                                  | No                      |
| Leggi anti-discriminazione in tutti gli altri settori (inclusa discriminazione diretta ed espressioni d'odio) | (dal 2005)              |
| Matrimonio egualitario                                                                                        | No                      |
| Unione civile                                                                                                 | (dal 27 giugno 2020)    |
| Step-child adoption                                                                                           | No                      |
| Adozione congiunta per le coppie dello stesso sesso                                                           | No                      |
| Diritto per le persone LGBT di poter servire nelle forze armate                                               | (Non ha forze militari) |
| Diritto di cambiare genere legale                                                                             | No                      |
| Maternità surrogata per le coppie omosessuali                                                                 | No                      |
| Accesso alla fecondazione in vitro per le lesbiche                                                            | No                      |
| Permesso di donare il sangue                                                                                  | ?                       |